# 4267 Basner
4267 Basner eller 1971 QP är en asteroid i huvudbältet som upptäcktes den 18 augusti 1971 av den ryska astronomen Tamara Smirnova vid Krims astrofysiska observatorium på Krim. Den har fått sitt namn efter tonsättaren Veniamin Jefimovitj Basner.
Asteroiden har en diameter på ungefär två kilometer.